# 金老佛爺
金老佛爺，本名金敃廷，出生於韓國京畿道安養市，20歲赴台灣念書，台灣藝術大學視覺傳達系畢業，以中文名金老佛爺為暱稱，是台湾部落客，有主持過節目演出及演說活動。

## 簡介
擅長有關於韓國時尚與消費生活資訊，品牌 CHIC KIM & MIU的創辦人之一，也在各台談話性節目受邀擔任嘉賓，韓國人但華文流利，對於外國人來台灣、美妝、時尚、醫美、美食、料理等議題活耀，因為形象良好同時是一位韓劇穿搭的專家。

## 節目主持
- 愛爾達ELTA
- 流行小TIPS
- 造型主持[來源請求]

## 偶像劇演出
- 幸福選擇題   王心凌的韓語老師

## 綜藝節目
- 中天    康熙來了
- 中天    小燕之夜
- 三立    國光幫幫忙
- 超視    私房話老實說
- 中視    綜藝大國民
- 八大    WTO姐妹會
- TVBS    女人我最大
- 國民大會
- 大明星小跟班
- 同學來了
- 熱炒店
- 醫師好辣

## 特約專欄
- Bella儂儂雜誌
- VOCE雜誌特派員
- 新娘物語

## 連結
- 金老佛爺 Facebook （页面存档备份，存于）
- 金老佛爺的韓式餐桌：小菜‧鍋物‧下酒菜‧韓劇韓綜必吃美味，45道私房料理指南 （页面存档备份，存于）